# ۵۳۴ (خورشیدی)
۵۳۴ پانصد و سی و چهارمین سال هجری خورشیدی است.